# Mai Mai
Mai Mai (též Mai-Mai, Maï-Maï nebo Mayi-Mayi) označuje jakýkoli druh komunitní skupiny domobrany působící v Konžské demokratické republice (KDR), která je vytvořena za účelem terorizovat lidi a území, kde pracují i jiné ozbrojené skupiny. Většina z nich byla vytvořena, aby odolala invazi rwandských sil a konžských povstaleckých skupin přidružených k Rwandě, ale některé vznikly, aby využili válku ve svůj vlastní prospěch k rabování, krádežím dobytka nebo banditismu.
Skupiny, které spadají pod zastřešující termín „Mai-Mai“, zahrnují ozbrojené síly vedené válečníky, tradičními kmenovými stařešiny, náčelníky vesnic a politicky motivované bojovníky. Protože Mai Mai mají jen minimální vnitřní soudržnost, různé skupiny Mai-Mai se spojily s různými domácími i zahraničními vládními a partyzánskými skupinami. Termín Mai-Mai se nevztahuje na žádné konkrétní hnutí, sdružení nebo politické skupiny.
Název pochází ze svahilského slova pro vodu „maji“. Členové milice se kropí vodou, aby se ochránili před kulkami.
Mai-Mai byly zvláště aktivní ve východních konžských provinciích hraničících s Rwandou, Severním Kivu a Jižním Kivu, které byly pod kontrolou povstalecké frakce ovládané Rwandou a etnikem Banyamulenge.